# Парсоджі
Парсоджі (гінді परसोजी भोंसले; 1778 — 2 лютого 1817) — 6-й магараджа Наґпура в 1816—1817 роках.

## Життєпис
Походив з династії Бхонсле, гілки Хінганікар. Син магараджи Раґходжі II. Народився 1778 року. Замолоду хворів на різні хвороби. 1816 року після смерті батька успадкував владу. Втім фактичну владу перебрала його мачуха Бака Баї, яка керувала за допомогою командувача військом Дхармаджі Бхонсле (сина Раґходжі II від наложниці) і Нароба Чітаніса.
Невдовзі свої права на трон висунув Аппа Сагіб Бхонсле, стриєчний брат Парсоджі. Намагаючись ще більше послабили князівство, претендента підтримав британський резидент в Нагпурі Річард Дженкінс. 11 квітня на дарбарі (раді) було арештовано Бака Баї та її помічником, а Аппу Сагіба оголошено новим регентом і спадкоємцем, 5 травня страчено Дхармаджі Бхонсле. 28 травня було укладено субсідіарний договір з Британською Ост-Індською компанією, цим фактично визнано протекторат над Нагпурським князівством. Британський контингент був розміщений у Каламесварі поблизу міста Наґпур.
2 лютого 1817 року за підозрилих обставин помер магараджа Парсоджі. Владу перебрав Аппа Сагіб, що прийняв ім'я Мудходжі II.